# Sam & Max

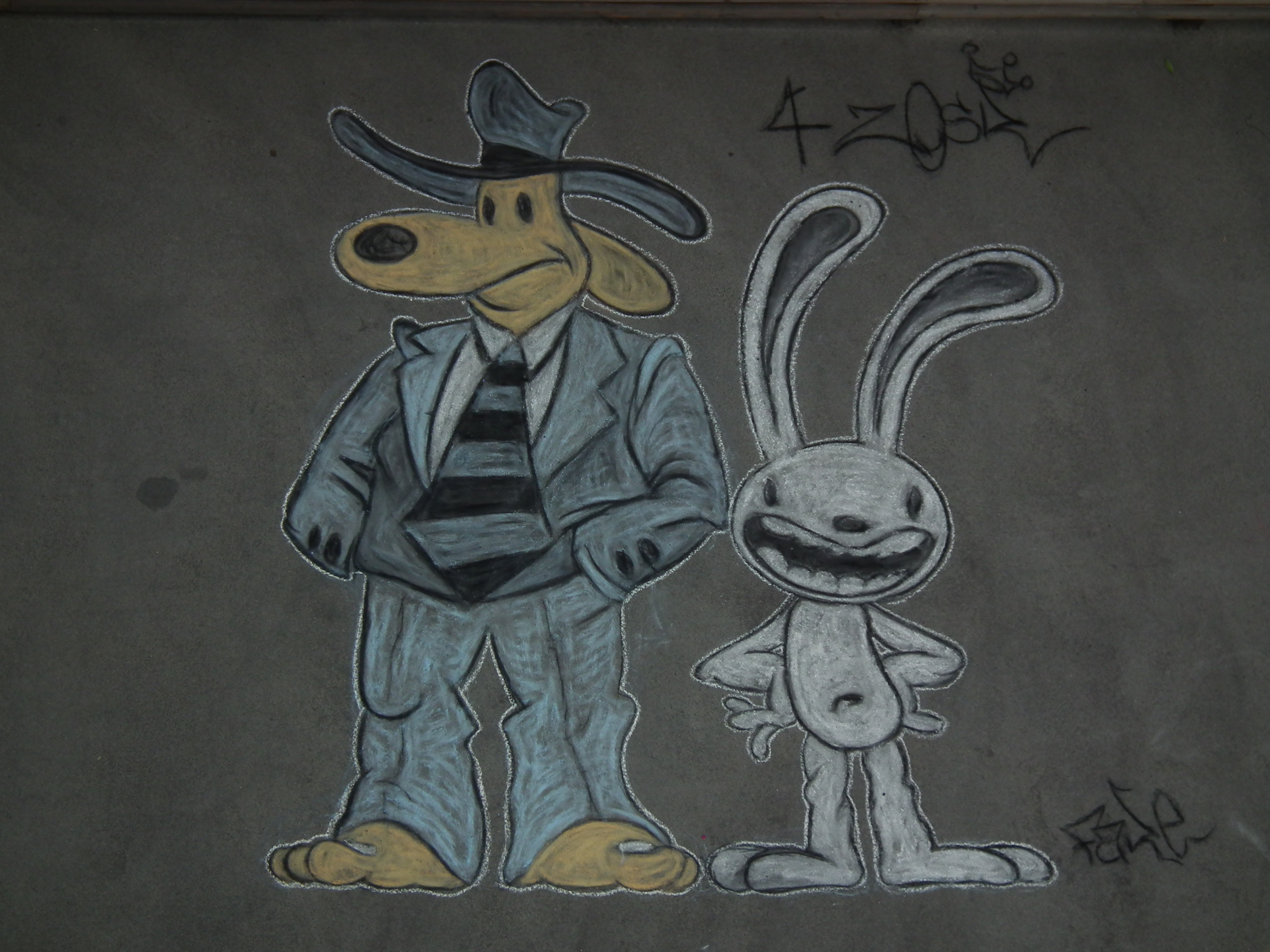
Sam and Max (Streetart in Dresden, Kreidebild)

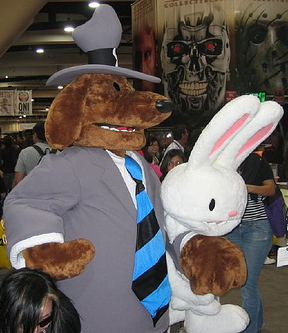
Sam-&-Max-Kostüm

Sam und Max sind die Hauptfiguren einer von Steve Purcell 1987 erdachten Comic-Serie, die eine Parodie auf die amerikanische Popkultur, insbesondere Polizeifilme, darstellt.

## Charaktere
Sam ist ein etwa 1,80 m großer anthropomorpher Hund in einem Anzug mit einem Fedora-Hut und der Kopf des Teams. Max ist ein gewaltverliebtes, „hyperkinetisches kaninchenähnliches Etwas“.

## Adaptionen

### Videospiele
1993 erschien bei LucasArts das Point-and-Click-Adventure Sam & Max Hit the Road.
Als die Rechte von LucasArts an den Schöpfer Purcell, der lange bei LucasArts als Grafiker tätig war, zurückfielen, beschloss dieser, mit der Firma Telltale Games einen Nachfolger des Computerspiels im Episodenformat herauszubringen.
Die sechs Episoden der ersten Staffel erschienen monatlich von Oktober 2006 bis Mai 2007 und sind mittlerweile von JoWooD mit deutscher Synchronisation unter dem Titel Sam & Max: Season One als Gesamtpaket erhältlich. Die vierte Episode Abe Lincoln must die wird seit 2007 vom Entwickler Telltale Games kostenlos zum Download angeboten, allerdings nur auf Englisch.
Ab September 2007 erschien die fünf Episoden umfassende Sam & Max: Season Two. Diese Version wurde von Infogrames deutsch synchronisiert, beinhaltet aber nicht mehr die Originalsprecher. Das Spiel erschien am 30. April 2010.
Im Jahr 2010 erschienen ab April die fünf Episoden von Season Three (Sam & Max: Im Theater des Teufels).
Sam und Max treten auch im Spiel Poker Night at the Inventory auf, das im November 2010 erschienen ist. In diesem Spiel spielt man gegen vier Videospielcharaktere Poker, darunter auch Sam begleitet von Max.
Am 8. Juli 2021 erschien das von HappyGiant entwickelte Sam and Max: This Time It's Virtual! für die Oculus Quest VR-Brillen beim Publisher Big Sugar.

### Fernsehen
1997 wurden die Abenteuer von Sam und Max als 24-teilige Zeichentrickserie auf FOX ausgestrahlt.